# Jezioro Kaleńskie (województwo warmińsko-mazurskie)
Jezioro Kaleńskie – jezioro w Polsce, położone w województwie warmińsko-mazurskim, powiecie piskim, gminie Orzysz. Nad nim leży wieś Ogródek. Łączy się z jeziorem Kraksztyn. Tak samo jak jego "sąsiad" jest jeziorem typu eutroficznego.
Cechą charakterystyczną jest bujna roślinność szuwarowa (z szerokim pasem trzcinowisk). Można spotkać gdzieniegdzie małe skupiska tataraku zwyczajnego, manny mielec. Występują również: strzałka wodna, grążel żółty, grzybień biały, rdestnica przeszyta oraz rdestnica grzebieniasta, wywłócznik okółkowy, osoka aloesowata.